# Enduro

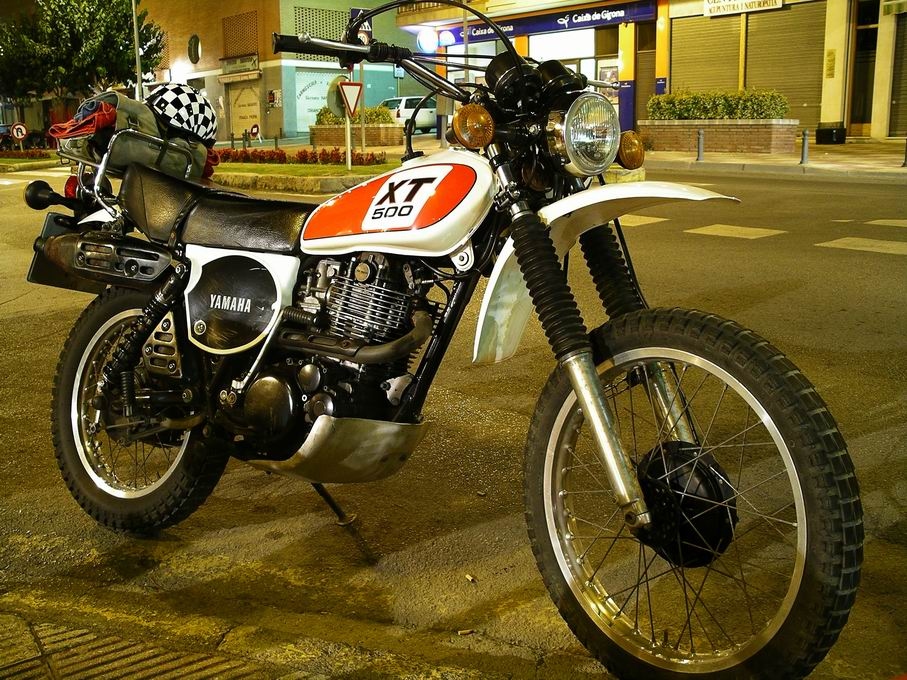
Trendsetter: Yamaha XT 500, Bj. 1978

Als Enduro (aus dem spanischen endurecido = abgehärtet; englisch und französisch: endurance = Ausdauer), im Deutschen auch Geländemotorrad, in Österreich teilweise Gatschhupfer (= Matschhüpfer) genannt, wird ein geländegängiges (grobstolliges Reifenprofil, lange Federwege) Motorrad mit Straßenzulassung und den dafür notwendigen Sicherheitseinrichtungen bezeichnet. Neben dem üblichen Fahrbetrieb auf öffentlichen Straßen werden Enduros im Geländesport eingesetzt.
Die Sitzposition ist aufrecht (im harten Gelände auch oft stehend) mit unter Umständen bequemem Kniewinkel, wobei Motorradfahrer mit geringer Körpergröße aufgrund der bei langen Federwegen hohen Sitzposition Probleme mit dem sicheren Stand haben. Enduros besitzen eine vergleichbare Fahrwerksgeometrie wie Motocrossmaschinen, sind jedoch von der Leistungscharakteristik her stärker auf Langstrecke bzw. Ausdauer ausgelegt als auf Geschwindigkeit und kurzzeitige hohe Leistung.

## Entstehung
Ursprünglich entstanden die ersten Enduros durch einfache Umbauten von Straßenmotorrädern. Durch eine hochgelegte Auspuffanlage und stärker profilierte Reifen wurde eine beschränkte Geländegängigkeit erzielt. Solche Umbauten wurden als Scrambler bezeichnet.
Die 1975 vorgestellte Yamaha XT 500 machte den Begriff Enduro einer breiten Öffentlichkeit bekannt, zumal sie bis 1977 diesen als erste Großserienmaschine auch auf dem Seitendeckel trug. Die Erfolge bei den ersten beiden Auflagen der Rallye Paris-Dakar beflügelten auch den Verkauf.
Aufgrund des Wettbewerbes im Endurosport und im verwandten Motocross wurden die Maschinen immer spezieller an die Anforderungen auch des härtesten Geländes (Steilauf- und -abfahrten, Fluss- und Schlammdurchfahrten) angepasst. Neben den speziell an den sportlichen Wettkampf angepassten Motorrädern (z. B. Husaberg FE570, KTM 525 EXC Racing, Husqvarna TE 510, GasGas EC 300, Sherco SE-R 300) entstanden durch die Motorradhersteller weitere Ableger von Enduromaschinen, die mehr oder weniger für Fahrten im Gelände geeignet sind.
Als Meldefahrzeuge werden Enduros auch militärisch eingesetzt. Eine dieselbetriebene Enduro wird auf Basis der Kawasaki KLR 650 angeboten.

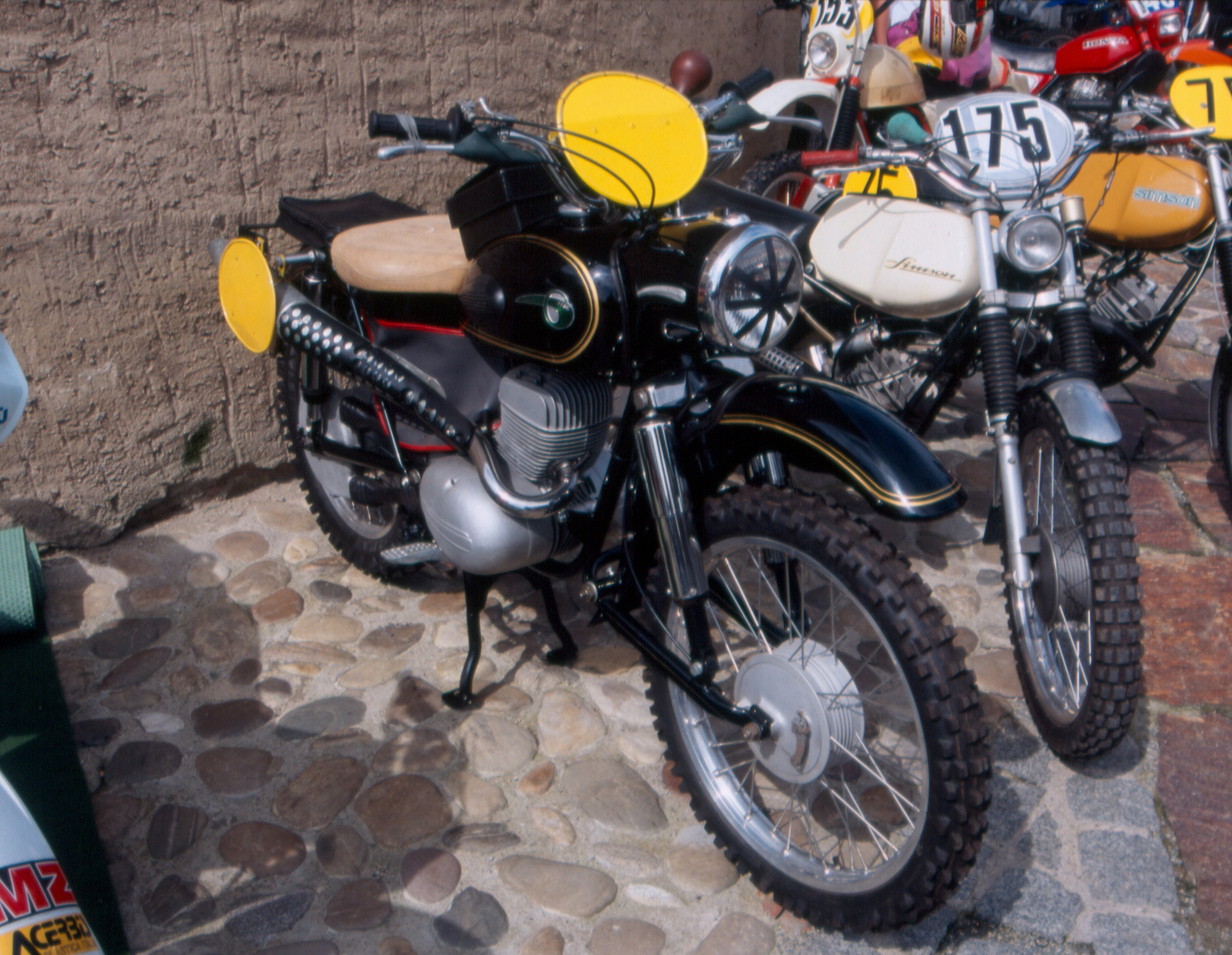
MZ GS 250, 1950er Jahre
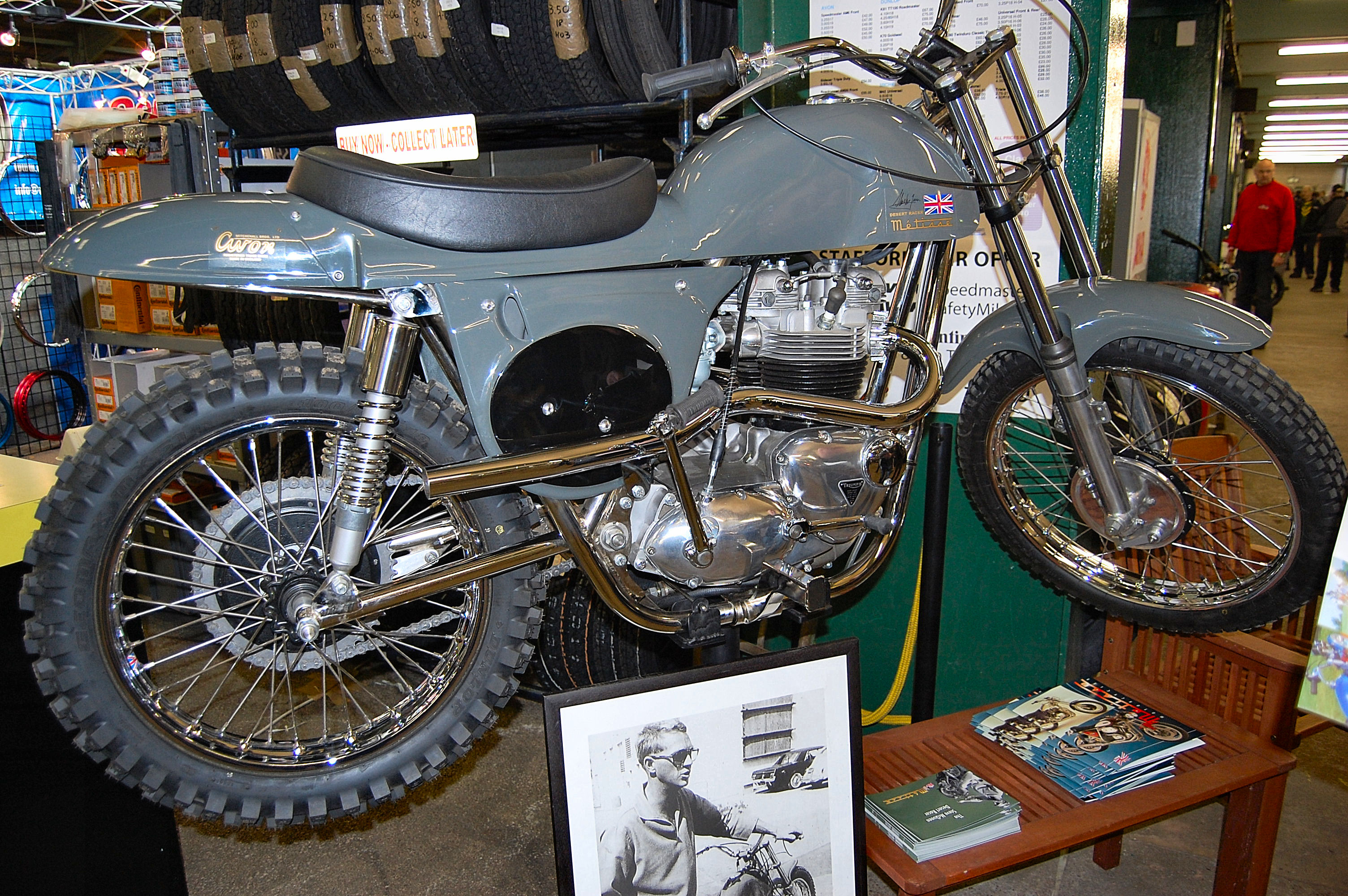
Steve-McQueen-Métisse-Triumph
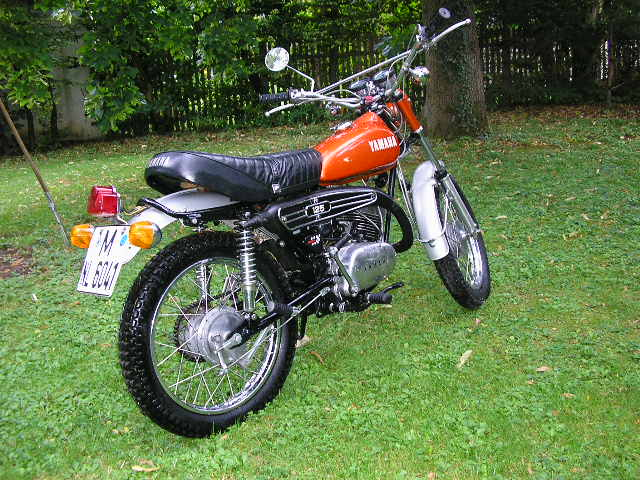
Yamaha 125E DT (1972)
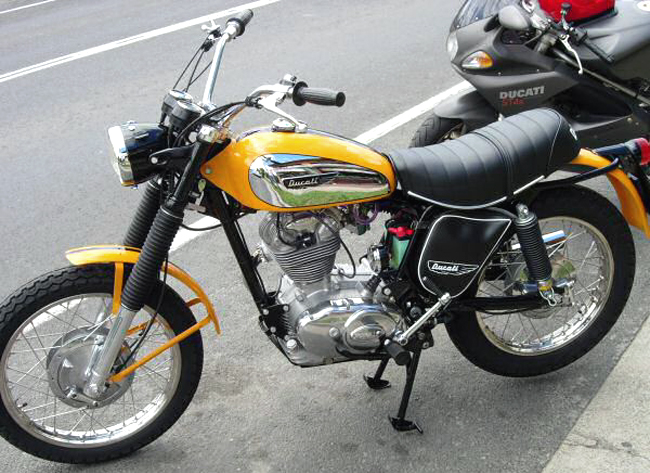
Ducati Scrambler 250 (1973)
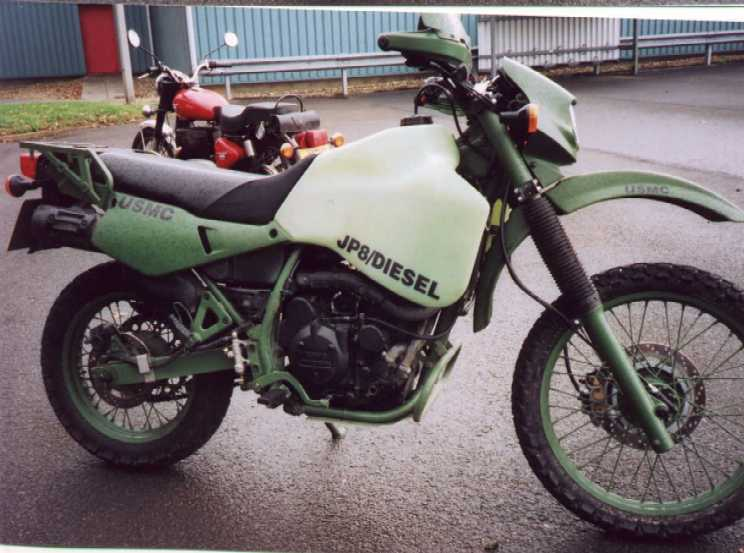
M1030M1 – Diesel-Enduro

## Arten von Enduros

### Sportenduro/Hardenduro
Sportenduros bzw. Hardenduros entsprechen weitgehend Wettkampfmotorrädern und sind meist durch geringe Veränderungen an eine alltägliche Nutzung angepasst (Lichtanlage, Fahrwerk). Beispiele sind Yamaha WR, KTM EXC, Husqvarna Te/Fe, Sherco SE-R und Honda CRE. Die wenigsten als Hardenduro bezeichneten Modelle entsprechen in vollem Umfang der Straßenverkehrsordnung. Ursprünglicher Verbreiter des Begriffs Hardenduro war die Firma KTM, die diesen Begriff im Jahr 1995 für ihre sportliche LC4-Baureihe prägte.

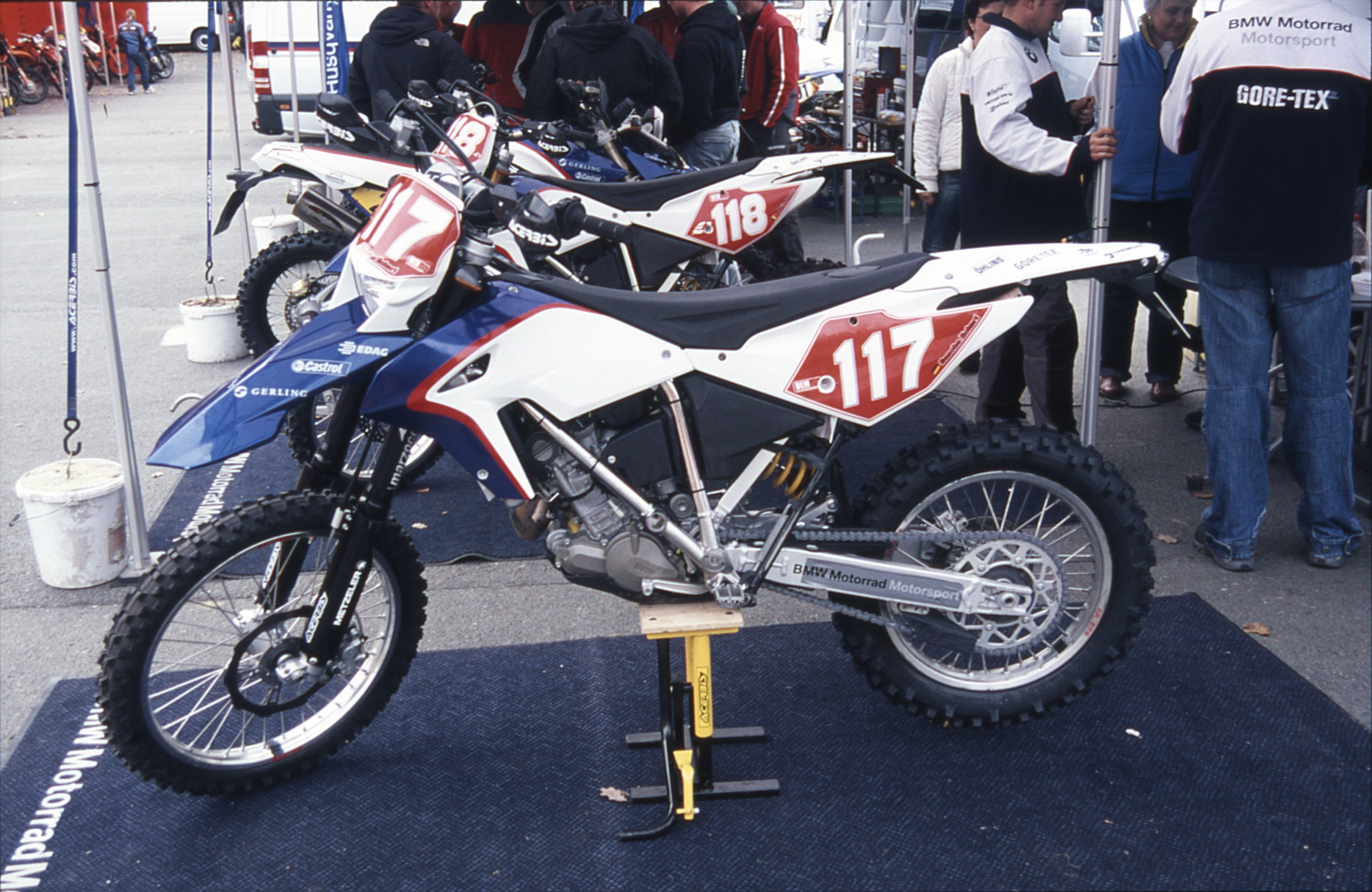
Prototyp der BMW G 450 X bei Rund um Zschopau, 2007

### Wanderenduro
Wanderenduros sind leichte und sportliche Enduros, welche aber im direkten Vergleich zu Hardenduros weniger aggressiv und damit nicht speziell für Wettbewerbe konzipiert sind. Das bedeutet z. B. einen standfesteren Motor mit weniger Leistung, längeren Wartungsintervallen, eine weniger spitze und damit einfacher zu handhabende Motorcharakteristik und zum Teil eine Straßenzulassung für zwei Personen mit verstärktem Rahmenheck, was damit auch gut für den Gepäcktransport geeignet ist. Paradebeispiele hierfür sind die Suzuki DR 350 und die aktuelle Beta Alp 4.0, die auch den Motor der DR 350 verwendet. Wanderenduros decken ein sehr großes Einsatzspektrum ab, auf das sie jeweils mit geringen Anpassungen umgerüstet werden können. Ausgestattet mit größeren Tanks für die Wüstenfernreise oder Rallye, über den Endurosport oder den täglichen Weg zur Arbeit bis zur Weltreise ist alles möglich. Wanderenduros sind mehr oder weniger die leichte Fraktion der Allroundenduros – noch besser passt die amerikanische Klassifikation „Dual Sport“.

### Freeride
Freerides sind eine Mischung zwischen Enduro und Trial. Die Maschinen werden von den Herstellern deshalb auch meist mit Trial-Bereifung ausgeliefert. Modelle sind die Sherco X-Ride, Beta Alp 200, KTM Freeride, Ossa Explorer oder Scorpa T-Ride. Das Einsatzgebiet ist primär für schweres Gelände ohne Wettbewerbsambitionen und für kleine Fahrer oder Fahrer, die eine möglichst einfach zu beherrschende Enduro suchen.

### Allroundenduro
Bei einer Allroundenduro liegt das Hauptaugenmerk auf der vielseitigen Nutzbarkeit. Diese Modelle sind sowohl für den Einsatz auf als auch abseits der Straße einsetzbar. Modifikationen sind z. B. die eingetragene volle Motorleistung (und damit die volle Straßenzulassung), Gepäckträgersysteme, Zwei-Personen-Zulassung, Mischbereifung (z. B. Pirelli MT21, Michelin T63). Die ersten Allroundenduros war die Yamaha XT 500 und die Honda Transalp PD06 ab 1987, heutige Modelle sind z. B. Yamaha WR 250 R, Suzuki DR 650, Honda XR 400, Kawasaki KLR, die KTM-LC4-Baureihe und Husqvarna TE 630.

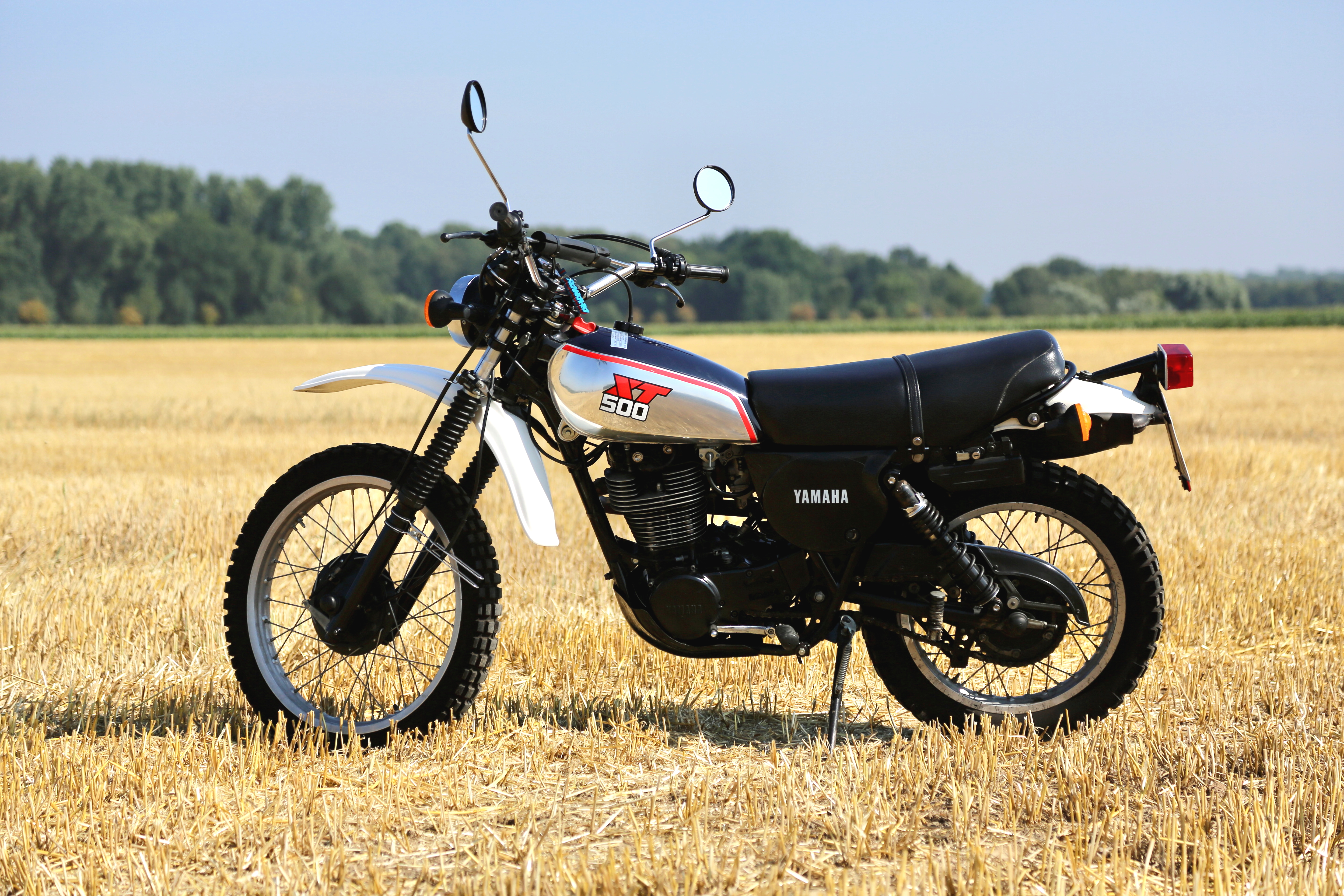
XT500 vom Typ 1U6 (Bj. 1986)
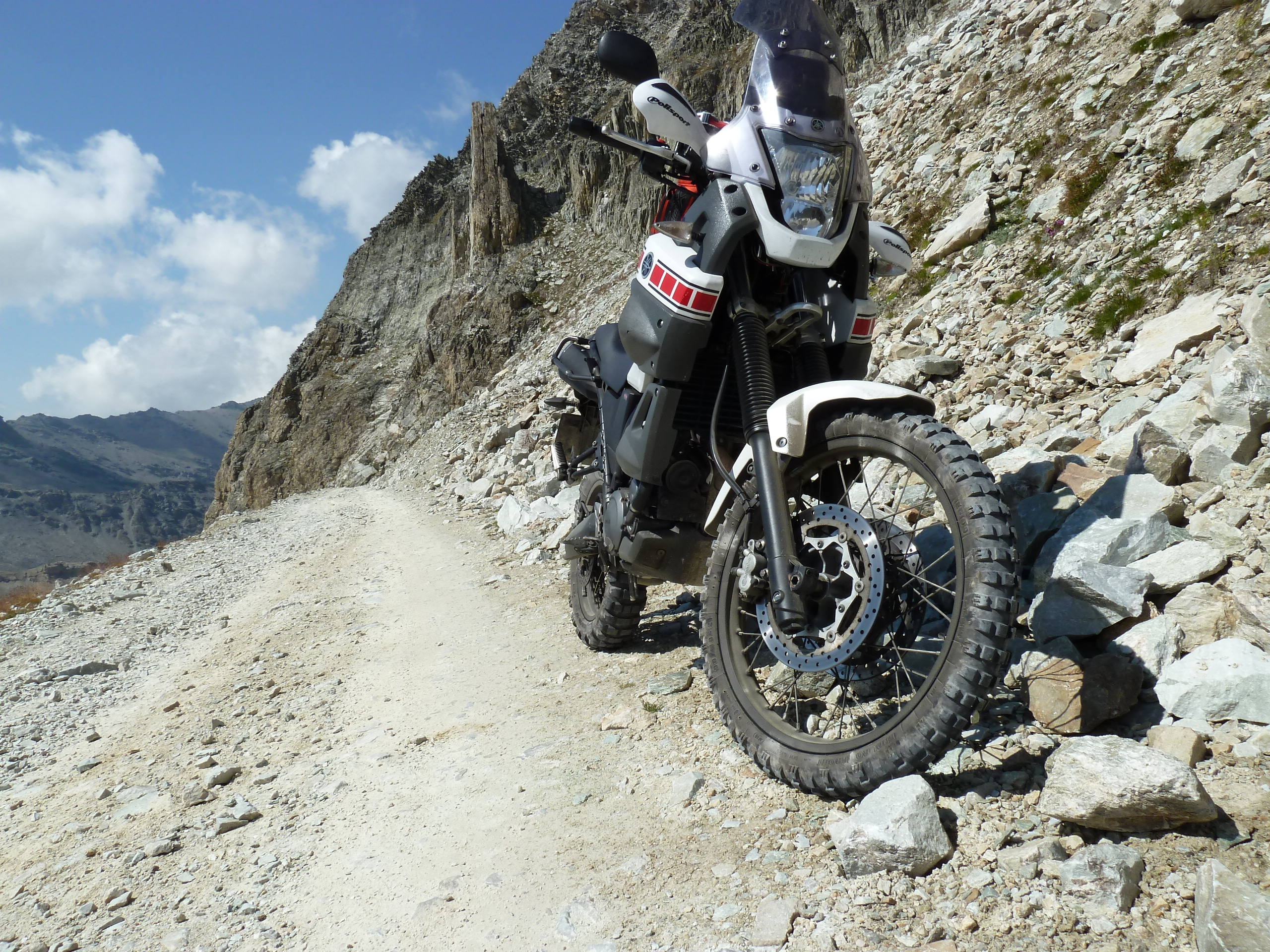
Yamaha XT 660 Z Ténéré (Allroundenduro)
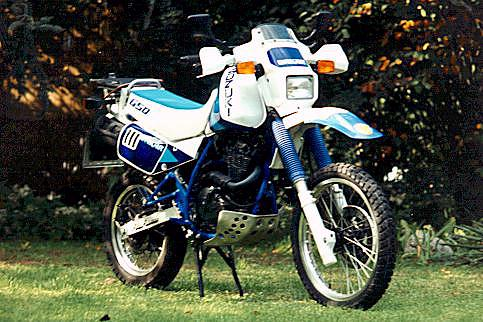
Suzuki DR 650

### Rallyeenduro
Rallyeenduros sind Wettkampfenduros, die speziell für Rallye-Raid-Langstreckenrallyes (z. B. Africa Eco Race, Rallye Paris-Dakar oder Baja 1000) entwickelt wurden. Sie besitzen ein großes Tankvolumen, ein an das höhere Gewicht angepasstes und verstärktes Fahrwerk, Windschutz und GPS-Navigationssystem. Bis auf wenige Ausnahmen (z. B. AJP PR7) handelt es sich hierbei um nachträglich umgerüstete Enduros. Am häufigsten werden Maschinen mit Einzylindermotor und 400 cm³ bis 700 cm³ Hubraum genutzt.

### Reiseenduros
Reiseenduros sind für längere Strecken ausgelegte Maschinen, meist mit größerem Tank, geringerem Federweg, längeren, autobahntauglichen Getriebeübersetzungen, Anbaumöglichkeiten für Koffer, Windschutz etc. Dadurch erhöht sich auch das Fahrgewicht. Viele angebotene Reiseenduros sind nur noch eingeschränkt geländetauglich, da mehr Wert auf Komfort und Straßenverhalten gelegt wurde. Damit wurde dem Trend Rechnung getragen, dass Straßenenduros überwiegend auf Straßen und nur noch in seltenen Fällen auf unbefestigten Wegen eingesetzt werden. Die BMW R 80 G/S war 1980 die erste Reiseenduro. Vertreter dieser Kategorie sind außerdem zum Beispiel (in alphabetischer Reihenfolge) Aprilia Pegaso 650, Modelle der BMW-GS-Familie, Honda Africa Twin, Transalp und Crosstourer, Kawasaki KLR 650, KTM 990 Adventure und 1290 Super Adventure, Moto Guzzi V85 TT und Stelvio, Suzuki XF 650 Freewind, 650 V-Strom und 1000 V-Strom, Triumph Tiger Explorer oder Yamaha Ténéré und Super Ténéré.

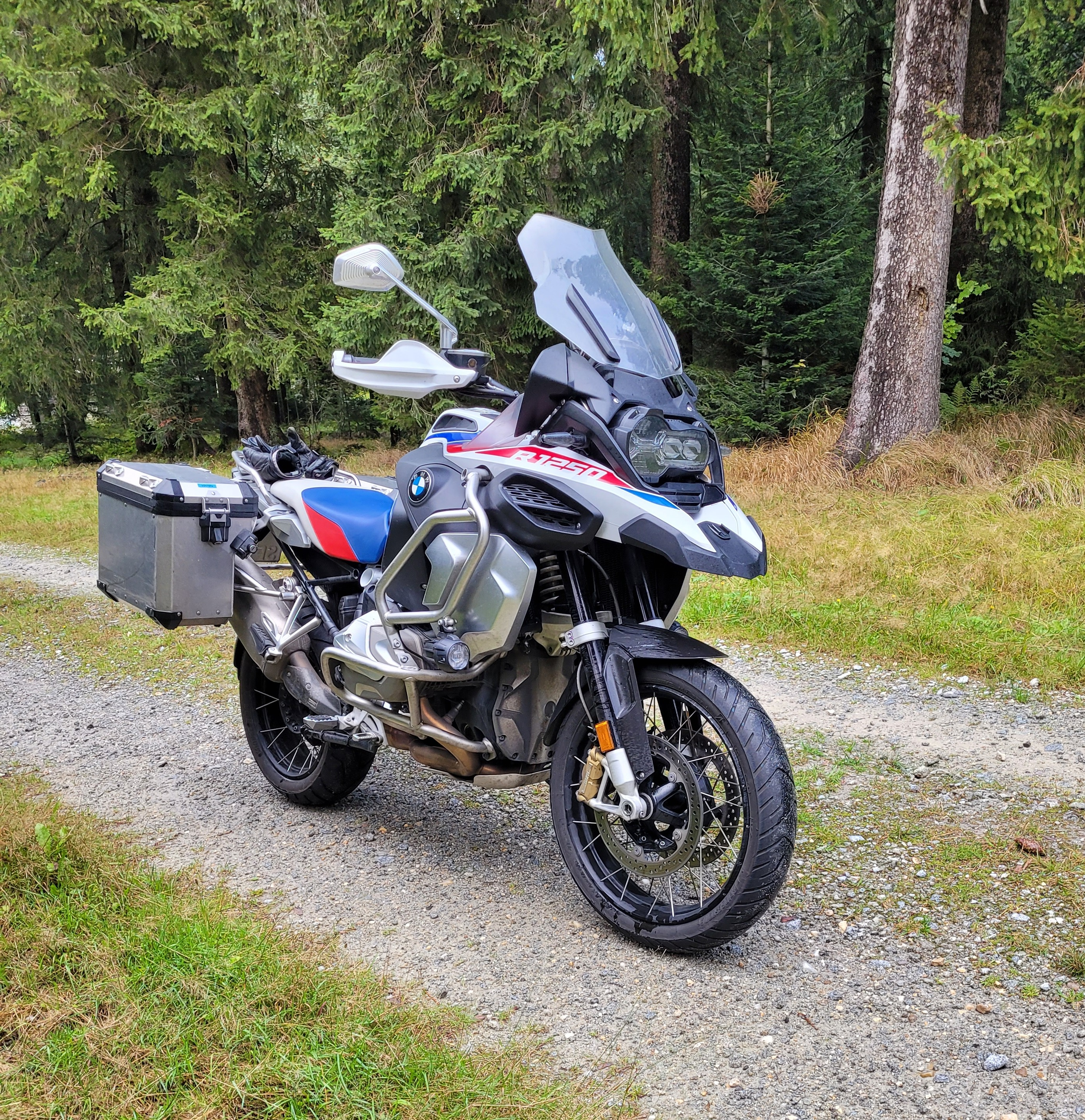
BMW R 1250 GS Adventure
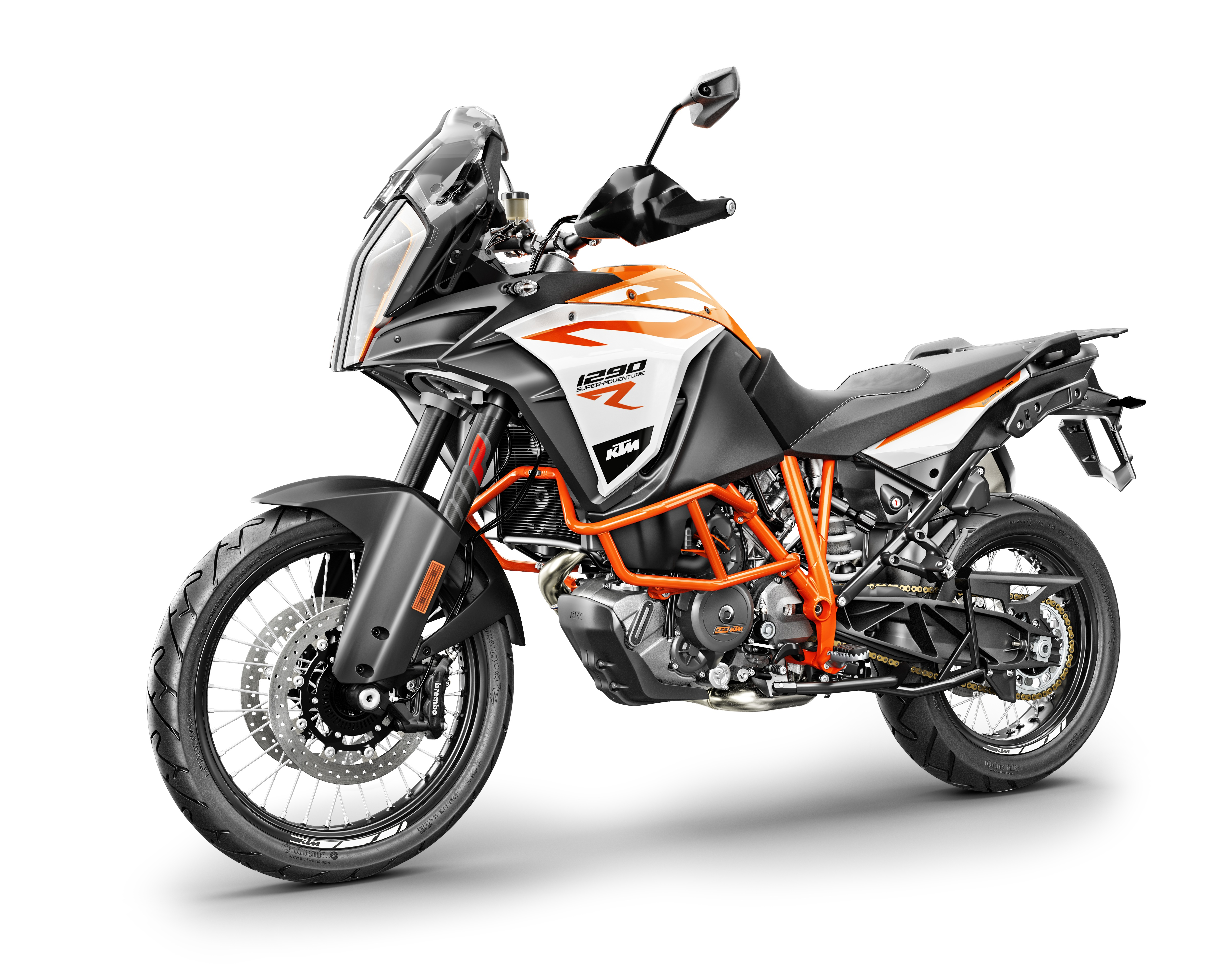
KTM 1290 Super Adventure R
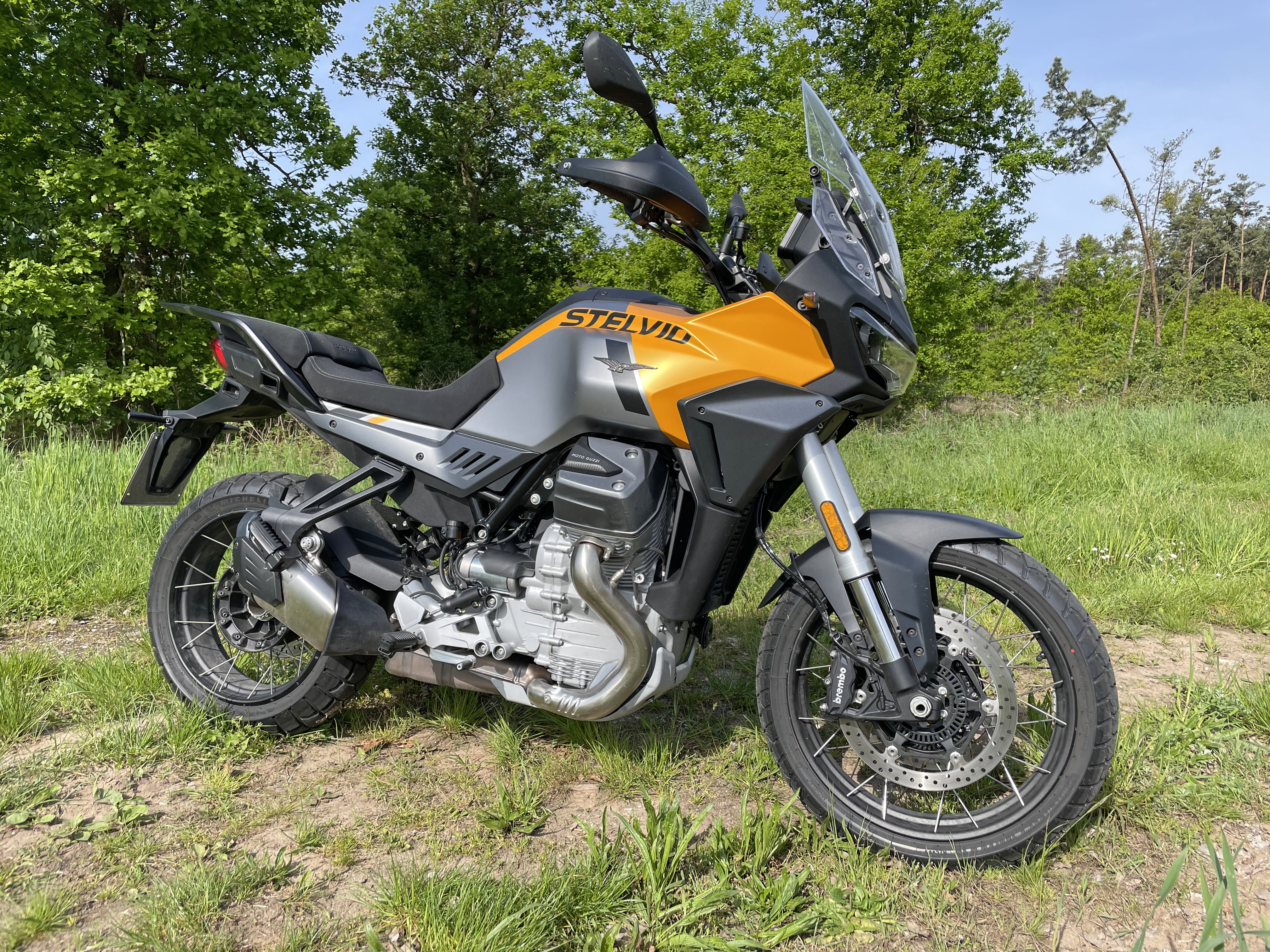
Moto Guzzi Stelvio

## Elektro-Enduro
Ungefähr seit dem Jahr 2014 ist die Enduro-Szene um eine neue Fahrzeugklasse gewachsen: Die Elektro-Enduro.
Im Gelände sind diese Elektrofahrzeuge sehr interessant, weil sie leise sind und somit keine Lärmbelästigung für Mensch und Tier darstellen. Ein Verlust von Benzin und Öl ist meist ausgeschlossen. Mangels heißer Teile kann kein Waldbrand ausgelöst werden. Statt Benzin zu verbrennen, können sie mit Sonnenstrom geladen werden. Eine staatliche Förderung über die THG-Quote ist möglich.
Das hohe Drehmoment der Elektromotoren ist im Gelände sehr angenehm zu fahren. Ein austauschbarer Akku (mit typischerweise 4 kWh Energie) sorgt für langen Fahrspaß, wobei aber die Akkus sehr lange halten. Durch das geringe Gewicht (die SUR-RON Ultra Bee wiegt 90 kg inkl. Akku) sind sie leicht zu fahren. Anfahren am Berg ist kein Problem. Das mitunter schwierige Schalten beim Fahren im Stehen entfällt. Einige Modelle verfügen sogar über einen sehr nützlichen Rückwärtsgang.
Der Transport ist in einem PKW-Kombi oder einem Kleintransporter möglich (u. a. deswegen, weil sie nicht nach Benzin stinken); es gibt sogar Träger für die Anhängerkupplung (sofern diese für 100 kg Gewicht ausgelegt ist und man den Akku für den Transports herausgenommen hat).
Als Pionier kann eventuell die KTM E-XC Freeride gelten. Doch der Markt wächst schnell (z. B. SUR-RON Ultra Bee oder SUR-RON Storm Bee oder Trinity Panthera).
Eine Straßenzulassung ist meist gegeben. Die Fahrzeugklassen lauten L3E-A1E bzw. -A2E oder -A3E (siehe EU-Fahrzeugklasse).